# Ellen Riesterer
Ellen Riesterer (geboren am 13. Oktober 1998 in Freiburg im Breisgau) ist eine deutsche Ringerin.

## Leben
Ellen Riesterer begann im Alter von sechs Jahren beim SV Freiburg-Haslach mit dem Ringen. Im Jahr 2009 zog die Familie nach München um und Riesterer wechselte zum SC Isaria Unterföhring. Sie besuchte die Europäische Schule in München. Dort machte sie 2017 ihr Abitur/Baccalauréat mit der Endnote 1,0. Im Jahr 2017 zog sie mit ihrer Familie nach Freiburg zurück und trainierte ab diesem Zeitpunkt am Olympiastützpunkt Freiburg.
Ab 2015 war sie in der deutschen Nationalmannschaft und trat bei vielen internationalen Turnieren im Jugendbereich an, bei denen sie viele Erfolge verbuchen konnte. Ihr größter Erfolg war der 1. Platz bei der U 17-EM in Subotica in Serbien im Jahr 2015 in der Gewichtsklasse bis 49 kg; im selben Jahr belegte sie bei der U 17 WM in Sarajevo den 5. Platz in derselben Gewichtsklasse.
Ihren ersten internationalen Erfolg im Seniorenbereich feierte Ellen Riesterer 2018 mit dem Gewinn der Bronzemedaille bei der U23-EM, bei der sie in der Gewichtsklasse bis 50 kg antrat. Im selben Jahr belegte sie bei der U 20-WM den 2. Platz in der Gewichtsklasse bis 50 kg und verlor gegen die amtierende Weltmeisterin Yui Susaki im Finale um Platz 1. Kurz zuvor hatte sie bei der U 20-EM in Rom in der Gewichtsklasse bis 50 kg den 3. Platz belegt.
2019 nahm Ellen Riesterer an den Senioren-Weltmeisterschaften in Nur-Sultan in Kasachstan teil. In der Klasse bis 50 kg verpasste sie die Olympiaqualifikation für Tokio knapp, als sie in den letzten 10 Sekunden die Führung im Kampf gegen die Ukrainerin Oksana Livach abgeben musste und Platz 9 belegte.
2020 nahm Ellen Riesterer an den Europameisterschaften in Rom teil und belegte dort den 5. Platz in der Gewichtsklasse bis 55 kg.
Aufgrund der Coronapandemie wurden die folgenden zwei Olympiaqualifikationsturniere abgesagt und die Olympischen Spiele auf das Jahr 2021 verschoben. Diese Verschiebung der Turniere war für Ellen Riesterer der Grund, ihre Ringerlaufbahn zu beenden, um sich ganz dem Zahnmedizinstudium an der Albert-Ludwigs-Universität Freiburg zu widmen, das sie im Juli 2024 abschloss.
| Turnier | Gewichtsklasse | Jahr | Platzierung |
| ------- | -------------- | ---- | ----------- |
| EM U 17 | 49 kg          | 2015 | 1.          |
| WM U 17 | 49 kg          | 2015 | 5.          |
| EM U 20 | 50 kg          | 2018 | 3.          |
| EM U 23 | 50 kg          | 2018 | 3.          |
| WM U 20 | 50 kg          | 2018 | 2.          |
| WM      | 50 kg          | 2019 | 9.          |
| EM      | 55 kg          | 2020 | 5.          |